# 다홍풀아과
다홍풀아과(Dasyoideae)는 진정홍조강 비단풀목 보라잎과에 속하는 홍조식물 아과의 하나이다. 10속 108종으로 이루어져 있다. 깃가지다홍풀(Dasya collabens) 등을 포함하고 있다.

## 하위 속
| - Amphisbetema - 다홍풀속 (Dasya) - Dasyopsis - 분홍풀속 (Dasysiphonia) - Dipterocladia | - Endogenia - Eupogodon - Rhodoptilum - Sympodothamnion - Tapeinodasya |